# Marquette (azienda)
La Marquette è stata una casa automobilistica statunitense attiva dal 1909 al 1912 e dal 1929 al 1931.

## Storia

### 1909 – 1912
È stata fondata in seno alla General Motors come Marquette Motor Company da William Durant, a Saginaw, nel Michigan, per produrre vetture lussuose. Nel 1910, i due modelli presenti nella gamma Marquette erano dotati di un motore a quattro cilindri avente una cilindrata piuttosto elevata. Queste vetture erano fornite in versione torpedo e runabout. Il prezzo medio di vendita era compreso tra i 3.000 ed i 4.000 dollari. Le vetture non ebbero il successo sperato e quindi nel 1912 la Marquette fu ritirata temporaneamente dal mercato.

### 1929 – 1931

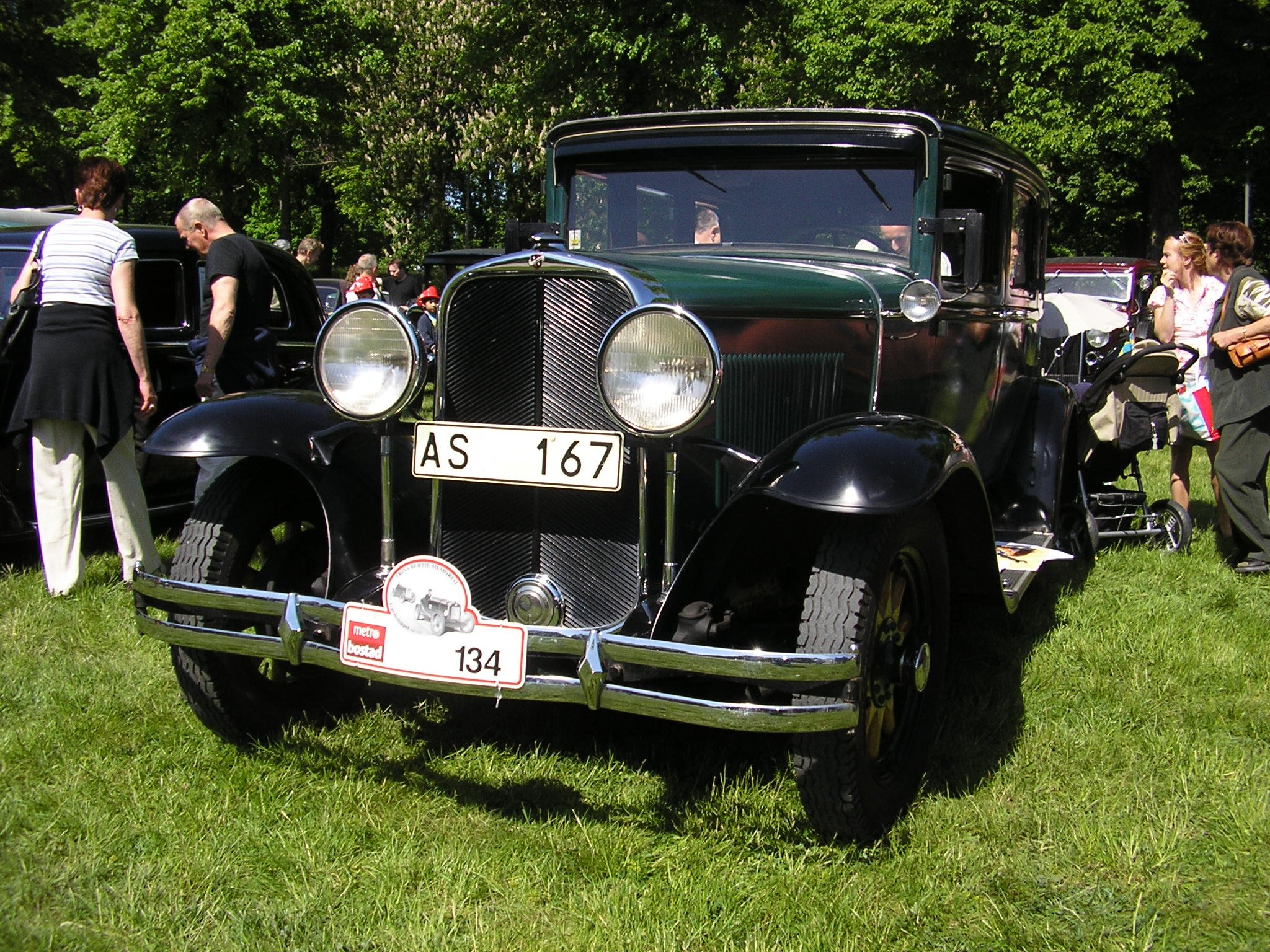
Una Buick Marquette Model 37 berlina del 1930

La Marquette fu rimessa sul mercato, sempre dal gruppo General Motors, nel 1929. Il motivo di questa scelta risiedeva nel fatto che con il passare degli anni, il divario di prezzo dei veicoli prodotti dai marchi del gruppo si acuì sempre più: in altri termini, la Chevrolet, rispetto alla Oakland, produceva modelli ancora più economici, e questo capitava anche con i marchi di alto livello (Oldsmobile, Buick e Cadillac) che assemblavano vetture ancora più lussuose, perlomeno rispetto a qualche anno prima. La General Motors, per colmare il gap tra le case automobilistiche citate, introdusse dei nuovi marchi: la LaSalle venne posizionata tra la Cadillac e la Buick, la Marquette fu collocata tra la Buick e l'Oldsmobile, mentre la Viking si posizionò appena sotto la Marquette.
I modelli della Marquette, disponibili in versione berlina, roadster, phaeton e coupé, montavano un motore a sei cilindri da 3,5 L di cilindrata e 67 CV di potenza ed erano in vendita a circa 1.000 dollari. La linea della carrozzeria, in particolar modo quello della calandra, era inusuale. Tale aspetto era simile a quello dei modelli Oldsmobile e Cadillac di piccole dimensioni.
Dal 1929 al 1931 vennero prodotte, con marchio Marquette, 35.007 autovetture (più 6.535 esemplari assemblati in Canada). I primi anni, da un punto di vista produttivo, furono promettenti. In seguito, la Oldsmobile iniziò ad erodere fette di mercati alla Marquette. Il colpo di grazia arrivò però a causa della Grande depressione, che fece crollare le vendite di autovetture procurando la soppressione del marchio nel 1931.